# Dragon Ball Super: Broly
Dragon Ball Super: Broly (ドラゴンボール超 ブロリー Doragon Bōru Sūpā: Burorī?) es una película de fantasía/aventuras de artes marciales de anime japonés de 2018, dirigida por Tatsuya Nagamine y escrita por el creador de la serie Dragon Ball Akira Toriyama, producida por Toei Animation y distribuida por Toei Company y 20th Century Fox (siendo la última película de la franquicia en ser distribuida por este último, antes de su compra por Disney en 2019, y siendo posteriormente reemplazado por Sony Pictures y Crunchyroll en la distribución del siguiente largometraje de la franquicia). Es el vigésimo largometraje de Dragon Ball, el tercero producido con la participación directa de Toriyama y el primero que lleva la marca Dragon Ball Super. Es una secuela de la primera temporada de la serie de televisión. La película tuvo un preestreno el 14 de noviembre de 2018 y tuvo su estreno el 14 de diciembre del mismo año.
Ambientada después de los eventos de la Saga de la Supervivencia Universal descrita en Dragon Ball Super, la película sigue a los protagonistas de la serie, Goku y Vegeta, en su encuentro con un poderoso Saiyajin llamado Broly. Al principio, cuenta la historia de los Saiyajin y la historia de fondo de estos tres Saiyajin con diferentes destinos relacionados con el período turbulento de su raza, y que más tarde desemboca en una lucha masiva entre ellos.
La película representa la primera aparición de una iteración reelaborada de Broly en la continuidad principal de Dragon Ball, tras las apariciones no canónicas del personaje en las películas Broly - El Legendario Super Saiyajin (1993), Broly - Segundo Advenimiento (1994) y Bio- Broly (1994). Dragon Ball Super: Broly recibió elogios de la crítica y de los fans, convirtiéndose en la película de Dragon Ball más taquillera de la historia, la película de anime más taquillera de 2018 y una de las películas de anime más taquilleras de todos los tiempos.
4 años después se estrenó una segunda película de Dragon Ball Super, a su vez la cuarta supervisada por Toriyama, cuyo título oficial es Dragon Ball Super: Super Hero y su estreno en Japón estuvo previsto para junio de 2022 por Toei Company.

## Argumento
La anexión del Planeta Vegeta se transmite del señor de la guerra galáctico Rey Cold a su hijo, Freezer. El Rey Vegeta, gobernante de los Saiyajin, cree que su hijo bebé, el Principe Vegeta, está destinado a liberar a su raza de Freezer y gobernar el universo. Pero se entera de la existencia de Broly, un bebé Saiyajin nacido con un nivel de poder superior al de su hijo, y exilia a Broly al lejano Planeta Vampa, donde él, junto con su padre Paragus, quedan varados después de que sus naves espaciales resulten dañadas. Paragus jura criar a Broly para vengarse del Rey Vegeta. Cinco años después, un guerrero Saiyajin de clase baja llamado Bardock se preocupa por la maldad de Freezer y junto con su esposa Gine envía a su hijo bebé, Kakarotto, a la Tierra. Sus temores se hacen realidad cuando Freezer destruye el Planeta Vegeta tras conocer la leyenda del Super Saiyajin y el Super Saiyajin Fase Dios que teme que algún día pueda aparecer para desafiarle. El genocidio de la raza Saiyajin ocurre con solo Broly y Paragus, Kakarotto y su hermano Raditz, Vegeta y su camarada Nappa, y el hermano de Vegeta, Tarble, sobreviviendo a la destrucción.
Cuarenta y un años después, Kakarotto, ahora llamado Son Goku, entrena con Vegeta. Bulma es contactada por su hijo Trunks, quien le informa de que seis de las siete esferas del dragón han sido robadas por los soldados de Freezer que han llegado a la Tierra. Son Goku, Vegeta, Bulma y Whis viajan a una región ártica para encontrar la séptima esfera antes de que Freezer pueda encontrarla. Mientras tanto, Broly y Paragus son rescatados del Planeta Vampa por Cheelai y Lemo, dos soldados de clase baja del ejército de Freezer. Son llevados ante Freezer, que los recluta para que le ayuden a derrotar a Son Goku y Vegeta, y los dos grupos se enfrentan en la Tierra, donde Paragus ordena a Broly que ataque a Vegeta.
Broly lucha contra Vegeta y su poder y habilidades de lucha aumentan a lo largo de la batalla hasta el punto de parecer superar al Príncipe de los Saiyajin. Son Goku desafía a Broly y consigue ganar la ventaja. Freezer responde asesinando a Paragus, desencadenando el despertar de los poderes latentes de Super Saiyajin de Broly. Ahora, convertido en un bruto descerebrado, Broly abruma tanto a Son Goku como a Vegeta, por lo que lo engañan para que ataque a Freezer mientras Son Goku usa su técnica del Shunkanido para viajar hacia donde se encuentra Piccolo, a quien le piden ayuda para enseñarle a Vegeta a como utilizar la Técnica de la Fusión. Tras dos intentos fallidos, Son Goku y Vegeta se fusionan con éxito en Gogeta y regresan al campo de batalla, quien domina el combate en su forma Super Saiyajin hasta que un enfurecido Broly se potencia aún más en su forma de Super Saiyajin Legendario. Broly recupera la ventaja hasta que Gogeta asume la forma divina de Super Saiyajin Blue, lo que le permite tomar la ventaja en la batalla una vez más. Gogeta se enfrentan de forma aún más violenta, atravesando múltiples dimensiones antes de llegar de nuevo a la Tierra.
Gogeta derrota a Broly y casi lo mata con un poderoso ataque Máximo Poder Kame Hame Ha, pero Cheelai y Lemo, que habían entablado una amistad con Broly, convocan al dragón Shen Long con las esferas del dragón y utilizan su deseo para transportar a Broly sano y salvo de vuelta al planeta Vampa. Freezer se retira, prometiendo volver a vengarse en otra ocasión. Más tarde, Son Goku se reúne con Broly, Cheelai y Lemo en Vampa, deseando ser amigos y proporcionándoles diversos suministros de supervivencia, a la vez que espera volver a luchar con Broly y se ofrece a ayudarle a controlar su poder.

## Reparto
| Personaje            | Seiyū                        | Doblaje (Hispanoamérica)      | Doblaje (España)                      |
| -------------------- | ---------------------------- | ----------------------------- | ------------------------------------- |
| Son Gokū / Kakarotto | Masako Nozawa                | Mario Castañeda               | Pablo Domínguez Lagares               |
| Son Gokū / Kakarotto | Masako Nozawa                | Laura Torres (niño)           | Ana Fernández                         |
| Vegeta               | Ryō Horikawa                 | René García                   | Paco Prieto                           |
| Vegeta               | Ryō Horikawa                 | Xóchitl Ugarte (niño)         | Numa Paredes (niño)                   |
| Gogeta               | Masako Nozawa y Ryō Horikawa | Mario Castañeda y René García | Pablo Domínguez Lagares y Paco Prieto |
| Broly                | Bin Shimada                  | Ricardo Brust                 | José Diaz Meco                        |
| Broly                | Yukiko Morishita (niño)      | Lupita Leal (niño)            | Numa Paredes (niño)                   |
| Cheelai              | Nana Mizuki                  | Angie Villa                   | Silvia Sánchez                        |
| Lemo                 | Tomokazu Sugita              | Óscar Gómez                   | David Flores                          |
| Bulma                | Aya Hisakawa                 | Rocío Garcel                  | Nonia de la Gala                      |
| Freezer              | Ryūsei Nakao                 | Gerardo Reyero                | Ángel Corpa                           |
| Paragus              | Katsuhisa Hōki               | Roberto Sen                   | Antonio Cancelas                      |
| Whis                 | Masakazu Morita              | Arturo Castañeda              | Paco Cardona                          |
| Bardock              | Masako Nozawa                | Mario Castañeda               | Antonio Villa                         |
| Piccolo              | Toshio Furukawa              | Carlos Segundo                | Luis Fernando Ríos                    |
| Rey Vegeta           | Banjō Ginga                  | Salvador Reyes                | Jorge Tomé                            |
| Beerus               | Kōichi Yamadera              | José Luis Orozco              | Manolo Solo                           |
| King Cold            | Ryūzaburō Ōtomo              | Humberto Solórzano            | Manuel Triviño                        |
| Gine                 | Naoko Watanabe               | Mireya Mendoza                | Mercedes Hoyos                        |
| Nappa                | Tetsu Inada                  | José Luis Castañeda           | Manolo Solo                           |
| Raditz               | Shigeru Chiba                | Gisela Casillas               | Lucía Hoyos                           |
| Trunks               | Takeshi Kusao                | Gaby Willer                   | Pilar Valdés                          |
| Son Goten            | Masako Nozawa                | Laura Torres                  | Ana Fernández                         |
| Bra                  | Aya Hisakawa                 | Isabel Martiñón               | Nonia De La Gala                      |
| Pilaf                | Shigeru Chiba                | Yamil Atala                   | María José Roquero                    |
| Mai                  | Eiko Yamada                  | Susana Alejandra Moreno       | Ana Soto                              |
| Shu                  | Tesshō Genda                 | Miguel Ángel Leal             | Mercedes Hoyos                        |
| Shen Long            | Ryūzaburō Ōtomo              | Abel Rocha (†)                | Jorge Tomé                            |
| Narrador             |                              | Rubén Moya (†)                | Jorge Tomé                            |

Créditos técnicos (México)
- Estudio de Doblaje: LaboPrime Dubbing Producers, México, D. F.
- Director de Doblaje: Eduardo Garza
- Traductor: Brenda Nava
- Adaptación al castellano: Brenda Nava y Eduardo Garza
- Técnicos de grabación: Toyomi Maquita y Luis Díaz
- Productores: Cecilia Gómez, Andrea Gutiérrez Villegas, Carmi Tolosa, Jonathan Munguía y Martha Pérez
- Producción de Doblaje: 20th Century Fox

Créditos técnicos (España)
- Estudio de Doblaje: Dasara Producciones, Sevilla
- Director de Doblaje: Mercedes Hoyos
- Traductor: Paco Galindo
- Adaptación al castellano: Mercedes Hoyos
- Grabación y mezcla de Diálogos: Guillermo Ramos
- Producción de Doblaje: Selecta Visión

## Producción

### Desarrollo

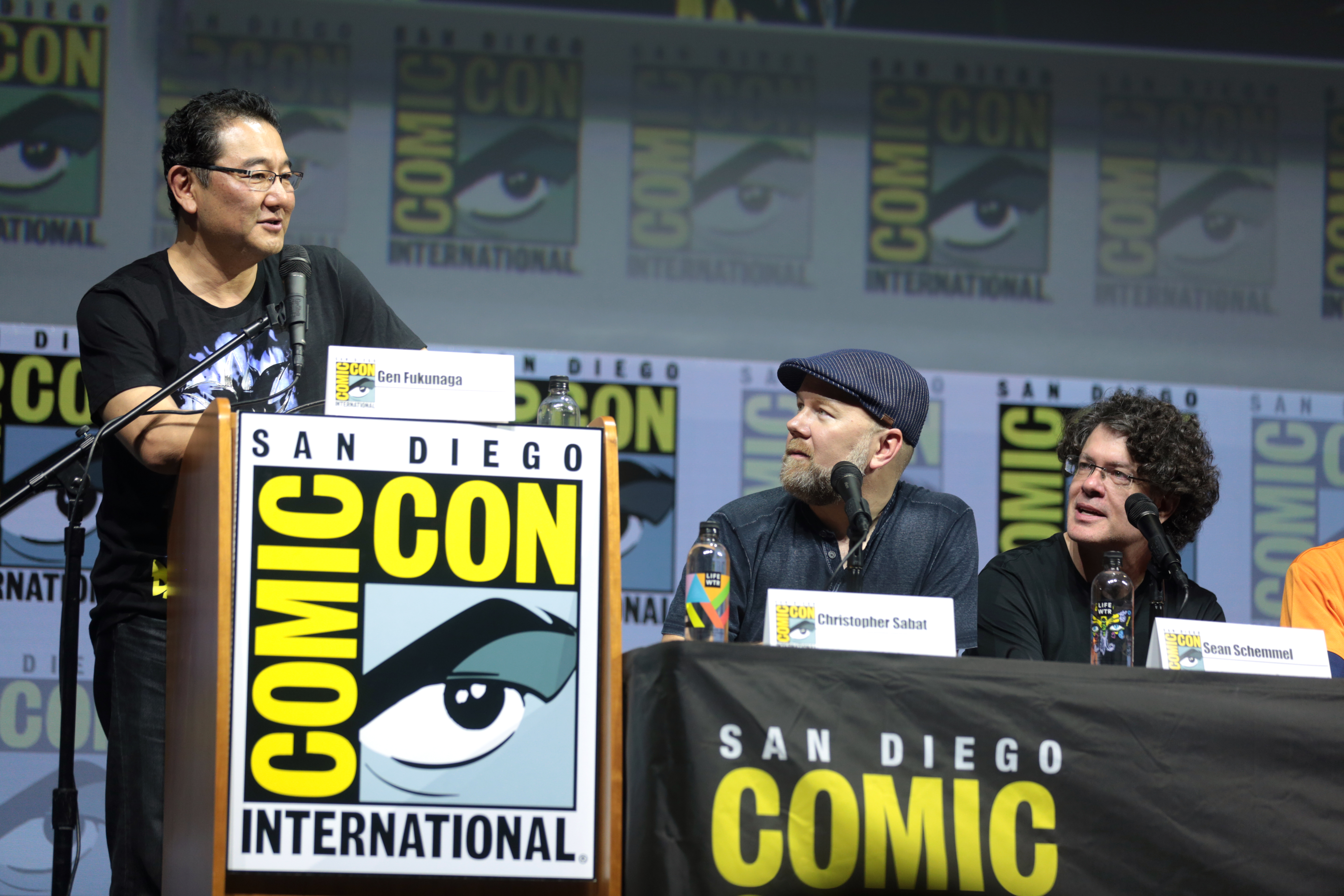
Gen Fukunaga, Christopher Sabat y Sean Schemmel hablando en el panel de Dragon Ball Super en la San Diego Comic-Con Internacional.

La película está producida por Toei Animation. Originalmente se anunció bajo el título provisional de Dragon Ball Super - La Película el 17 de diciembre de 2017, durante la Jump Festa con el tema general de "La Raza guerrera más Fuerte del Universo, los Saiyanos". Se lanzó un póster el 13 de marzo de 2018, 11 días antes de la emisión del episodio final de Dragon Ball Super, con un diseño de animación tradicional completamente nuevo del animador de Toei Naohiro Shintani, a diferencia del veterano diseñador de personajes de Dragon Ball, Tadayoshi Yamamuro. Una semana después, el primer tráiler de la película fue lanzado públicamente a través de Toei Animation con los nuevos diseños de personajes y un enigmático nuevo villano. Akira Toriyama escribió la historia, el guion y diseñó los personajes, Tatsuya Nagamine es director de cine, Naohiro Shintani es director de animación, Kazuo Ogura se desempeña como director de arte, Rumiko Nagai como diseñadora de color, Naotake Oota está a cargo de los efectos especiales y Kai Makino es el director de CG. La película incluye elementos de la historia de 2014 "Dragon Ball - (Minus): La Partida del Niño Predestinado" escrita por Toriyama.
El 9 de julio de 2018, se reveló que el título de la película era Dragon Ball Super: Broly, revelando que el villano desconocido era el personaje principal Broly que apareció por primera vez en la película de 1993 Dragon Ball Z: Broly - El Legendario Super Saiyano. Toriyama dijo que el personaje y su origen están reelaborados, pero con su imagen clásica en mente. Con esta representación cinematográfica, el personaje pasaría a formar parte de la continuidad oficial de Dragon Ball Super. Otros personajes nuevos introducidos en la película son la madre de Goku, Gine, Kikono, Berryblue, Cheelai y Lemo que sirven en el ejército de Freezer, y el Saiyano Beets.

### Música y banda sonora
La banda sonora de la película fue compuesta por Norihito Sumitomo. La banda sonora original, que contiene 34 pistas, fue lanzada el 12 de diciembre por Avex Trax. En agosto de 2018, se informó un rumor de que el tema icónico de Dragon Ball Z'- "Cha-La Head-Cha-La" también se presentaría en un nuevo arreglo. En octubre de 2018, se anunció que Daichi Miura interpretaría el tema principal de la película "Blizzard", que fue lanzado como sencillo el 19 de diciembre por Sonic Groove. Se lanzaron tres versiones del sencillo "Blizzard" (Edición CD+DVD, Edición Sencillo CD y CD "Dragon Ball Super: Broly" Edición Cover). En su primera semana de lanzamiento, el sencillo CD vendió 22826 copias. En su sexta semana en las listas de éxitos, "Blizzard" alcanzó el número 2 en el Billboard Japan Hot 100 y alcanzó el número 1 en el Billboard Hot Animation.

## Marketing
A partir del 20 de julio, los primeros 50000 poseedores de boletos de reserva en Japón recibieron un char de Gokū o Vegeta. Un especial promocional de televisión de una hora transmitido por Fuji TV en Japón el 2 de diciembre de 2018, titulado "¡Justo antes del debut de Dragon Ball Super! Resumen del climax de la versión de TV".
En Norteamérica, el distribuidor de anime Funimation organizó el "Dragon Ball North America Tour 2018 con Bandai Collectibles" para promocionar la película. La gira se llevó a cabo en siete ciudades de los Estados Unidos y Canadá, comenzando con un panel de la Comic-Con de San Diego Internacional el 19 de julio y terminando en Dallas Fan Days el 21 de octubre de 2018. Fathom Events y Toei Animation también llevaron a cabo dos proyecciones teatrales limitadas en América del Norte de películas anteriores de Dragon Ball que presentaban personajes de Dragon Ball Super: Broly. Una proyección de Broly - El Legendario Super Saiyano (1993) se llevó a cabo en septiembre de 2018, mientras que Bardock - El Padre de Goku (1990) y El Renacer de la Fusión (1995), anunciados juntos como Dragon Ball Z: Saiyan Double Feature, fueron proyectado en noviembre siguiente. Para promover el estreno norteamericano de la película, un globo de Goku fue volado durante el Desfile del Día de Acción de Gracias de Macy's 92 en 2018.
Las versiones de la película de Gogeta y Broly aparecen como personajes jugables a través de contenido descargable (DLC) en los videojuegos Dragon Ball Xenoverse 2 y Dragon Ball FighterZ. Xenoverse 2 también presenta a Vegeta Super Saiyano Dios como DLC.
Una novelización de la película, escrita por Masatoshi Kusakabe, fue lanzada el 14 de diciembre de 2018. La novela agrega detalles adicionales que no están presentes en la película, como los nombres de dos Saiyanos, Leek y Taro, que aparecieron al principio de la película. Fue una de las veinte novelas ligeras más vendidas de enero de 2019, vendiendo 10466 copias en Japón. La película también se adaptó a un cómic de anime el 2 de mayo de 2019, con la portada del supervisor de animación de la película, Naohiro Shintani.

## Estreno
La película es distribuida en Japón por Toei Company en cooperación con 20th Century Fox, mientras que sus derechos de distribución internacional son propiedad de 20th Century Studios, ahora propiedad de The Walt Disney Company. El 7 de julio de 2018, Funimation compró los derechos internacionales de la película en Estados Unidos y Canadá. Además de las proyecciones regulares, también se proyecta en IMAX, MX4D y 4DX. La película es el primer anime que se proyecta en IMAX en los Estados Unidos, con una proyección limitada a partir del 16 de enero de 2019.
El preestreno mundial de Dragon Ball Super: Broly se llevó a cabo en el estadio Nippon Budokan ubicado en la ciudad de Tokio el 14 de noviembre de 2018. Este evento contó con una audiencia limitada de 1000 personas, las cuales fueron seleccionadas a través de un sorteo realizado por la revista Weekly Shōnen Jump.
Por otra parte, la película fue estrenada en cines de Latinoamérica el 3 de enero de 2019 en Brasil y el 10 de enero para el resto de la región. En España la fecha de estreno fue el 1 de febrero de 2019, y su distribución estuvo a cargo de Selecta Visión.
El 21 de abril de 2019, se difundió que se habría realizado un redoblaje en Buenos Aires, Argentina de la película animada. Esto fue confirmado por Alejandro Graue (quién interpretará a Broly en esta versión) y el director del mismo, Gonzalo de la Rosa; el primero mediante un vídeo en YouTube en su canal y el último a través de su cuenta en Twitter. De La Rosa también reveló que se dobló con base en los guiones de Funimation adaptados por él mismo consultando la versión japonesa y otros trabajos de la serie doblados en México. La revelación fue controversial porque América Latina siempre había recibido los trabajos de la franquicia doblados directamente del japonés (con excepción de las dos series de Dragon Ball Kai) en la Ciudad de México. Dado que ya existía una versión hecha para su distribución en toda la región se supuso que se doblaría al castellano rioplatense, hecho específicamente para el mercado argentino. Graue terminó desmintiendo esto en Twitter, diciendo que se dobló (nuevamente) al español neutro. Eduardo Garza (voz de Krillin en el doblaje mexicano de esta película y en otros trabajos de la serie) felicitó a De La Rosa públicamente en Twitter y le agradeció “hacer el proyecto con tanto respeto”. Cuando se le preguntó a Mario Castañeda que opinaba de este nuevo redoblaje, lo calificó de "absurdo", dado que ya existía una versión apta para distribución para toda América Latina y con las voces clásicas de la serie. También comentó que era económicamente arriesgado cambiar nuevamente las voces de un producto tan colocado, teniendo en cuenta el fracaso de Dragon Ball Z Kai, aunque recordando que el dueño de los derechos de autor de la película es libre de hacer lo que quiera. El doblaje argentino fue estrenado en el Starz de Estados Unidos el 8 de agosto de 2019.
Fue editada en DVD en Argentina a finales de mayo de 2019 por SBP bajo licencia de 20th Century Fox, en japonés, castellano (doblaje mexicano), portugués y tailandés y subtítulos en inglés, castellano y portugués. En el resto de América Latina solo tuvo un estreno en formato digital.

## Recepción

### Taquilla
En su fin de semana de estreno, la película fue exhibida en 467 pantallas en Japón, y logró superar el récord de Dragon Ball Z: Fukkatsu no F como el mejor estreno en un fin de semana para la franquicia. Dragon Ball Super: Broly se ubicó en el primer puesto en la taquilla de Japón durante el fin de semana del 14 al 16 de diciembre, vendiendo más de 820.000 entradas y recaudando más de 1.05 mil millones de yenes (unos 9.26 millones de dólares) en sus primeros tres días. Once días después de su estreno, la película sumó una recaudación total de más de 2 mil millones de yenes (cerca de 18 millones de dólares), consolidando su lugar como el mejor estreno de la franquicia.
En Argentina se estrenó el 10 de enero de 2019 bajo distribución de Fox Film de la Argentina en 370 salas, disponible tanto doblada como subtítulada en castellano, siendo la primera película de la franquicia en contar con funciones subtítuladas. En su fin de semana de estreno, vendió 373.680 admisiones, quedando primera y siendo el mejor estreno de la franquicia en el país. En su segundo fin de semana, vendió 110.669 entradas, representando una baja del 70,67% y quedó en segundo lugar. En su tercer fin de semana vendió 38.748 tickets, representando una baja del 65,34%, quedando en sexto lugar. En su cuarto fin de semana vendió 15.154 boletos, permaneciendo en sexto lugar, aunque con una baja del 61,92%. En su quinto fin de semana, vendió 4.356 billetes, representando una baja del 71,48%, quedando en decimoquinto lugar. En su sexto fin de semana, vendió 1.166 entradas, representando una baja del 73,53%, quedando en decimonoveno lugar.
En Chile se estrenó el 10 de enero de 2019, tanto en castellano neutro como subtitulada. Durante sus primeros cinco días, la película logró vender 362.776 admisiones, superando con creces a las admisiones vendidas con la película anterior, Dragon Ball Z: Fukkatsu no F, además de las películas con las que competía directamente (como Aquaman, que quedó en segundo lugar). Incluso llegó a ser la segunda película animada más popular en dicho país durante ese tiempo, sólo superada por la película Minions. Como parte de este éxito taquillero, la tarjeta bip! del Transantiago (actual Red Metropolitana de Movilidad) llegó a hacer una tarjeta coleccionable de esta película, que mostraba a un arte de Gokū en la parte izquierda. Esta tarjeta coleccionable fue la primera de una serie de tarjetas coleccionables hechas a lo largo del 2019. Las tarjetas bip! especiales de Dragon Ball se vendieron en todas las boleterías del Metro de Santiago (con la excepción de la Línea 6, porque esa es de autoservicio), estando a la venta por 1.500 pesos chilenos. Inicialmente se vendieron solo 100.000 tarjetas coleccionables, pero se agotaron luego de unas pocas horas, y posteriormente se vendieron 8.000 más.
En México se estrenó el 11 de enero de 2019 bajo distribución de 20th Century Fox Film de México solamente con copias dobladas al castellano neutro. En su fin de semana de estreno, vendió 2,3 millones de admisiones, quedando primera y siendo el mejor estreno de la franquicia en el país. En su segundo fin de semana vendió 593,5 mil entradas, quedando en segundo lugar. En su tercer fin de semana vendió 181,8 mil tickets, quedando séptima en la taquilla.

### Crítica
Rotten Tomatoes da una calificación agregada de 83%, sobre la base de 54 críticas, con una puntuación media de 6.91 sobre 10. Tomatazos da una clasificación agregada de 90%. En Metacritic, la película tiene un puntaje promedio ponderado de 59 sobre 100, basado en 6 críticas, indicando "reseñas generalmente mixtas". Todas Las Críticas, un sitio recopilador de críticas argentinas que usa una media ponderada, le dio una puntuación de 65 sobre 100, según 23 críticas.

### Formato hogareño
La edición argentina en DVD estuvo en el Top 10 de películas mejor vendidas en tiendas Yenny/El Ateneo durante los meses de junio, julio, agosto y septiembre de 2019, llegando al puesto 1 en tres semanas no consecutivas.